# یواس‌اس ادگار اف کانی (اس‌پی-۳۴۶)
یواس‌اس ادگار اف کانی (اس‌پی-۳۴۶) (به انگلیسی: USS Edgar F. Coney (SP-346)) یک کشتی بود که طول آن ۱۰۲ فوت (۳۱ متر) بود. این کشتی  در سال ۱۹۰۴ ساخته شد.